# Walnut (Califórnia)
Walnut é uma cidade localizada no estado americano da Califórnia, no condado de Los Angeles. Foi incorporada em 19 de janeiro de 1959.

## Geografia
De acordo com o United States Census Bureau, a cidade tem uma área de 23,31 km², onde 23,28 km² estão cobertos por terra e 0,03 km² por água.

### Localidades na vizinhança
O diagrama seguinte representa as localidades num raio de 8 km ao redor de Walnut.

## Demografia
Segundo o censo nacional de 2010, a sua população é de 29 172 habitantes e sua densidade populacional é de 1 252,88 hab/km². Possui 8 753 residências, que resulta em uma densidade de 375,92 residências/km².

## História
A história da Walnut remonta aos povos indígenas Tongva.